# Джиммі Деграссо
Джиммі Деграссо (англ. Jimmy DeGrasso);нар. 16 березня 1963) — американський барабанщик гурту F5 та співака Еліса Купера.
Деграссо також виступав з Літою Форд, Оззі Осборном, White Lion, Suicidal Tendencies і Y&T. Деякий час він був членом треш-метал-гурту Megadeth.

## Кар'єра
Джиммі Деграссо приєднався до гурту Y&T в 1986 році, замінивши їх барабанщика Леонарда Хейза.
В 1995 він брав участь у записі альбому The Craving сольного гурту Дейва Мастейна MD.45. В 1998 році Мастейн запропонував Деграссо вступити в його основний гурт Megadeth за п'ять днів до наступного шоу в рамках туру на підтримку альбому Cryptic Writings. Щоб запам'ятати свої партії у піснях, Джиммі ходив всюди з плеєром фірми Sony Walkman та слухав треки, які потрібно буде грати на концерті. Він був у складі гурту за часів запису двох студійних (Risk і The World Needs a Hero) і одного концертного (Rude Awakening) альбомів.
Після Megadeth Деграссо брав участь у престижних фестивалях барабанщиків Modern Drummer Festival (в 2002 році), Ultimate Drummers Weekend (в Австралії) та Drummer Live (у Великій Британії).
Джиммі високо цінується як сесійний музикант.
Він гастролював з гуртом Stone Sour (сайд-проект вокаліста Slipknot Корі Тейлора) та гітаристом-легендою Ронні Монтроз.
Останнім часом він проживає в місті Сан-Хосе (Каліфорнія), де відкрив власний магазин для барабанщиків «San Jose Pro Drum».
Деграссо відіграв 11 концертів разом з Елісом Купером, поки його барабанщик Ерік Сінгер грав на кількох концертах з Kiss.
Музикант також є ударником гуртів F5 і Hail разом з бас-гітаристом Megadeth Девідом Еллефсоном.

## Гурти
- Mama's Boys ~ 1985—1986
- Y&T ~ 1987—1990, 1995
- White Lion ~ 1991
- Фіона ~ 1992
- Suicidal Tendencies ~ 1992—1995
- Еліс Купер ~ 1994—2002, 2008—2010
- Megadeth ~ 1998—2002
- O'2L ~ 2006
- Девід Лі Рот — 2006
- Ministry ~ 2008
- Dokken ~ 2012—2013

## Дискографія
- Y&T — Contagious (1987)
- Y&T — Yesterday & Today Live (1990)
- Y&T — Ten (1990)
- Фіона — Squeeze (1992)
- Suicidal Tendencies — Suicidal For Life (1994)
- Y&T — Musically Incorrect (1995)
- MD.45 — The Craving (1996)
- Еліс Купер — Fistful of Alice (1997)
- A.N.I.M.A.L. — Poder Latino (1998)
- Y&T — Endangered Species (1998)
- Megadeth — Risk (1999)
- Megadeth — Capitol Punishment (2000)
- Megadeth — The World Needs A Hero (2001)
- Megadeth — Behind the Music (2001)
- Megadeth — Rude Awakening (2002)
- Megadeth — Still Alive... and Well? (2002)
- Megadeth — Greatest Hits: Back to the Start (2005)
- Megadeth — Arsenal of Megadeth (2006)
- Megadeth — Warchest (2007)
- F5 — The Reckoning (2008)
- Megadeth — Anthology: Set the World Afire (2008)